# Arrondissement Nogent-le-Rotrou
Das Arrondissement Nogent-le-Rotrou ist eine Verwaltungseinheit des französischen Départements Eure-et-Loir innerhalb der Region Centre-Val de Loire. Verwaltungssitz (Unterpräfektur) ist Nogent-le-Rotrou.
Es besteht aus drei Kantonen und 48 Gemeinden.

## Kantone
- Brou (mit 16 von 25 Gemeinden)
- Illiers-Combray (mit 2 von 40 Gemeinden)
- Nogent-le-Rotrou

## Gemeinden
Die Gemeinden des Arrondissements Nogent-le-Rotrou sind:
| 1. Arcisses (28236)                 | 2. Argenvilliers (28010)                 | 3. Authon-du-Perche (28018)        | 4. Beaumont-les-Autels (28031)     |
| 5. Belhomert-Guéhouville (28033)    | 6. Béthonvilliers (28038)                | 7. Champrond-en-Gâtine (28071)     | 8. Champrond-en-Perchet (28072)    |
| 9. Chapelle-Guillaume (28078)       | 10. Chapelle-Royale (28079)              | 11. Charbonnières (28080)          | 12. Chassant (28086)               |
| 13. Combres (28105)                 | 14. Coudray-au-Perche (28111)            | 15. Fontaine-Simon (28156)         | 16. Frazé (28161)                  |
| 17. Friaize (28166)                 | 18. Happonvilliers (28192)               | 19. La Bazoche-Gouet (28027)       | 20. La Croix-du-Perche (28119)     |
| 21. La Gaudaine (28175)             | 22. La Loupe (28214)                     | 23. Le Thieulin (28385)            | 24. Les Autels-Villevillon (28016) |
| 25. Les Corvées-les-Yys (28109)     | 26. Les Étilleux (28144)                 | 27. Luigny (28219)                 | 28. Manou (28232)                  |
| 29. Marolles-les-Buis (28237)       | 30. Meaucé (28240)                       | 31. Miermaigne (28252)             | 32. Montigny-le-Chartif (28261)    |
| 33. Montireau (28264)               | 34. Montlandon (28265)                   | 35. Moulhard (28273)               | 36. Nogent-le-Rotrou (28280)       |
| 37. Nonvilliers-Grandhoux (28282)   | 38. Saint-Bomer (28327)                  | 39. Saint-Éliph (28335)            | 40. Saintigny (28331)              |
| 41. Saint-Jean-Pierre-Fixte (28342) | 42. Saint-Maurice-Saint-Germain (28354)  | 43. Saint-Victor-de-Buthon (28362) | 44. Souancé-au-Perche (28378)      |
| 45. Thiron-Gardais (28387)          | 46. Trizay-Coutretot-Saint-Serge (28395) | 47. Vaupillon (28401)              | 48. Vichères (28407)               |

## Ehemalige Gemeinden seit der landesweiten Neuordnung der Arrondissements
bis 2018: Margon, Brunelles, Coudreceau, Authon-du-Perche, Soizé, Saint-Denis-d’Authou, Frétigny